# Funche
Funche ist ein landestypisches Gericht aus Puerto Rico. Es ist eine Variante von Polenta. Es besteht aus drei gleichen Teilen Maismehl, Wasser und Milch, sowie Butter; für den Geschmack werden Salz oder Zucker hinzugegeben. Zudem enthält traditionelle Funche Kabeljau. Alte Berichte sprechen von Mischungen aus Boniato, Kochbananen oder Maismehlbrei (Harina) bzw. Reis und Viandas (Yuca, gebratene Bananen). Oft werden auch andere Zutaten wie Kokosmilch hinzugefügt.
Die Puerto-Ricaner essen Funche traditionell zum Frühstück. Es wird warm serviert.